# EN 166
La EN 166 Personal eye-protection - Specifications è una norma tecnica europea che identifica uno standard da utilizzare per realizzare e verificare dispositivi di protezione per gli occhi.
La EN 166 è stata pubblicata per la prima volta nel 1995. È stata sviluppata dal Technical Commettee CEN/TC 85 - Eye protective equipment del Comitato europeo di normazione (CEN).
In concomitanza con la pandemia di COVID-19, a seguito della richiesta della Commissione Europea, tale norma tecnica (assieme ad altre) è stata resa liberamente accessibile dal Comitato europeo di normazione per facilitare la produzione dei dispositivi di protezione individuale.
È stata ritirata e sostituita dalle norme EN ISO 16321-1 e EN ISO 16321-3 (che adottano le norme internazionali ISO 16321-1 e ISO 16321-3).

## Cronologia
| Versione(*) | Data approvazione | Data ritiro     | Fonti |
| ----------- | ----------------- | --------------- | ----- |
| EN 166:1995 | 2 giugno 1995     | 31 gennaio 1996 | [ 1 ] |
| EN 166:2001 | 2 settembre 2001  | 31 maggio 2002  | [ 3 ] |

(*) Nota: le versioni indicate in grigio sono state ritirate.

## Contenuti
La EN 166 è suddivisa in 10 capitoli così suddivisi:
- 1 Scopo
- 2 Norme di riferimento
- 3 Termini e definizioni
- 4 Classificazione
- 4.1 Funzione dei protettori dell’occhio
- 4.2 Tipi di protettori dell’occhio
- 4.3 Tipi di oculari
- 5 Designazione dei filtri
- 6 Requisiti di progettazione e fabbricazione
- 6.1 Costruzione generale
- 6.2 Materiali
- 6.3 Fasce girotesta
- 7 Requisiti di base, particolari e facoltativi
- 7.1 Requisiti di base
- 7.2 Requisiti particolari
- 7.3 Requisiti facoltativi
- 8 Attribuzione dei requisiti, programmi di prova e applicazione
- 8.1 Requisiti e metodi di prova
- 8.2 Programmi di prova per l'esame di tipo
- 8.3 Applicazione dei tipi di protettori dell’occhio
- 9 Marcatura
- 9.1 Generalità
- 9.2 Marcatura dell'oculare
- 9.3 Marcatura della montatura
- 9.4 Marcatura dei protettori dell’occhio in cui la montatura e l'oculare formano un'unica unità
- 10 Informazioni fornite dal fabbricante

## Recepimento
Lo standard EN 166 è stato recepito in Italia dalla norma UNI EN 166 Protezione personale degli occhi. Specifiche.